# Trichoblaniulus cavernicola
Trichoblaniulus cavernicola är en mångfotingart som beskrevs av Henri W. Brölemann 1905. Trichoblaniulus cavernicola ingår i släktet Trichoblaniulus och familjen Trichoblaniulidae. Inga underarter finns listade i Catalogue of Life.